# لاک‌پشت‌های نینجا (فیلم ۲۰۰۷)
لاک‌پشت‌های نینجا با نام کامل لاک‌پشت‌های نینجای جهش‌یافته نوجوان (به انگلیسی: Teenage Mutant Ninja Turtles) و به اختصار تی‌ام‌ان‌تی (TMNT) یک پویانمایی رایانه‌ای محصول سال ۲۰۰۷ به نویسندگی و کارگردانی کوین مونرو است. این چهارمین فیلم از فرنچایز لاک‌پشت‌های نینجا جهش یافته نوجوان و دنباله مستقل لاک‌پشت‌های نینجای جهش‌یافته نوجوان ۳ (۱۹۹۳) است. اولین پویانمایی این مجموعه است که گروهی از بازیگران از جمله کریس ایوانز، سارا میشل گلر، ماکو ایواماتسو، کوین اسمیت، پاتریک استوارت و جانگ زئی به عنوان صداپیشه حضور دارند و لارنس فیشبرن در نقش راوی ظاهر شده‌است. در این فیلم، چهار لاک‌پشت به نام‌های لئوناردو، رافائل، داناتلو و مایکل آنجلو (به ترتیب با گویندگی جیمز آرنولد تیلور، نولان نورث، میچل وایتفیلد و مایکی کلی) پس از شکست نهایی دشمن سرسخت‌شان، شردر، قرار است دوباره متحد شوند و بر اشتباهات خود غلبه کنند تا جهان را از شر موجوداتی باستانی نجات دهند.